# Мар'ївка (Троїцька сільська громада)
Ма́р'ївка — село в Україні, у Павлоградському району Дніпропетровської області. Входить до складу Троїцької сільської громади. Населення за переписом 2001 року становить 239 осіб. Колишній орган місцевого самоврядування - Писарівська сільська рада.

## Географія
Село Мар'ївка знаходиться на лівому березі річки Нижня Терса, вище за течією примикає село Старовишневецьке (Синельниківський район), нижче за течією на відстані в 2 км розташоване село Новоіларіонівське, на протилежному березі - селище Роздори (Синельниківський район). Через село проходить автомобільна дорога Р85.

## Інтернет-посилання
- Погода в селі Мар'ївка [Архівовано 20 грудня 2011 у Wayback Machine.]